# Elin Ekeblom-Axelsson
Elin Ekeblom-Axelsson, född 1892, död 20 juli 1959, var en svensk målare. 

## Biografi
År 1910 började hon på Tekniska skolan i Stockholm. Senare studerade hon vid Wilhelmsons och Althins målarskolor, där hon lärde känna Torsten Härne, som blev hennes första man fram till 1925. Konstnärsparet reste 1920-1921 till Paris och målade för André Lhote. På 1930-talet flyttade Elin Ekeblom-Axelsson till Värmland och så småningom gifte hon sig med Per Axelsson, som sägs vara diktaren Dan Anderssons förebild till visans Jungman Jansson.
Hennes konst består av landskap och stadsbilder med en romantisk hållning. Separat ställde hon ut i bland annat Göteborg och 1924 fick hon ett par verk antagna vid Liljevalchs vårsalong. Hon medverkade i samlingsutställningar på Liljevalchs konsthall, i Karlstad och i Enköping. Ekeblom-Axelsson är representerad i Värmlands museum med oljemålningen Värmland och en stadsbild i olja. Konstverken signerades dels med flicknamnet Elin Ekeblom dels med EE-Ax.